# Oecetis uniforma
Oecetis uniforma är en nattsländeart som beskrevs av Yang och Morse 2000. Oecetis uniforma ingår i släktet Oecetis och familjen långhornssländor. Inga underarter finns listade i Catalogue of Life.